# Odessey and Oracle
Odessey and Oracle (en españolː Odisea y Oráculo) es el segundo álbum de estudio del grupo británico The Zombies, publicado en 1968 con el sello discográfico CBS. 
Es considerado la cumbre del grupo y un referente de la música psicodélica de la década de los 60, así como uno de los mejores discos de todos los tiempos por la Rolling Stone Magazine, Mojo y la lista 1001 Albums You Must Hear Before You Die, edición 2018.

## Historia

### Antecedentes
Odessey and Oracle fue grabado en 1967, tras firmar The Zombies con la discográfica CBS. Aunque su segundo LP, Begin Here, se asemeja más a una recopilación de singles que a un álbum convencional, Odessey and Oracle se considera el tercer álbum del grupo. A diferencia de Begin Here, Odessey and Oracle es un álbum compuesto únicamente por canciones escritas por los dos autores principales del grupo: Rod Argent y Chris White.

### Grabación
A principios de junio de 1967, el grupo comenzó a trabajar en el álbum. Algunas canciones fueron grabadas en el mítico estudio de la discográfica EMI, Abbey Road, donde a principios de año los Beatles terminaban de grabar Sgt. Pepper's Lonely Hearts Club Band, y donde la banda Pink Floyd, encabezada por Syd Barrett, debutó con The Piper at the Gates of Dawn. Para finales de año, cuando se acabó de grabar el disco, The Zombies se separaron por la falta de éxito financiero.

## Lanzamiento y éxito comercial
Odessey and Oracle fue lanzado en el Reino Unido en abril de 1968, y en los Estados Unidos en junio. El sencillo "Time of the Season" se convirtió en un hit sorpresa a principios de 1969, y Columbia Records (en los EE. UU.) reeditó el álbum en febrero con una ilustración de portada diferente a la de la versión original.
El lapso de tiempo entre las publicaciones a ambos lados del mundo se debió a que inicialmente el álbum había sido grabado en mono y la etiqueta americana insistió en editar el disco en estéreo. Finalmente, el productor Al Kooper consiguió que el disco se editara tardíamente con la etiqueta filial de la CBS en los EE. UU., Date Records. Argent y White tuvieron que gastar sus acumulados royalties para reservar tiempo de estudio y hacer un remix en estéreo del álbum específicamente para la versión estadounidense. Sin embargo, la novena canción, "This Will Be Our Year" no fue editada en estéreo por la falta de un overdub de un cuerno, no presente en la cinta original.

### Crítica
El álbum ha mantenido un gran prestigio entre la crítica especializada y los fanes de la psicodelia, habiendo aparecido dentro de listas de mejores álbumes en multitud revistas musicales:
- En 2003, la revista Rolling Stone situó Odessey and Oracle en el puesto 80 de su Lista de los 500 Mejores Álbumes de la Historia, si bien en la edición revisada de 2012 cayó al 100º lugar.[6]

- La revista Stylus lo ubicó en el puesto 196 de su lista de álbumes favoritos.[7]
- The Guardian lo situó en el 77.º puesto de su peculiar Lista de los 100 Mejores Álbumes que no suelen aparecer en las demás Listas de Mejores Álbumes.[8]
- Mojo Magazine lo considera el 97.º mejor álbum de la historia.[9]
- Se sitúa en el puesto 32.º por la revista NME[10] y en el 51 por Q[11] sus respectivas listas de los mejores álbumes británicos.
- En Rate Your Music ocupa el 59.º puesto en la lista de los mejores álbumes de todos los tiempos, con una nota media de 4,23 sobre 5 a partir de cerca de 5.000 votaciones. El álbum ocupa a su vez el cuarto puesto en la lista de los mejores álbumes del año 1968 y el 27º en la de los mejores álbumes de la década de 1960. En la clasificación de los mejores álbumes de pop psicodélico ocupa el 4.º lugar.[12][13][14]

## Listado de canciones
1. "Care of Cell 44" (Rod Argent) – 3:56
2. "A Rose for Emily" (Argent) – 2:19
3. "Maybe After He's Gone" (Chris White) – 2:33
4. "Beechwood Park" (White) – 2:43
5. "Brief Candles" (White) – 3:30
6. "Hung Up on a Dream" (Argent) – 3:01
7. "Changes" (White) – 3:19
8. "I Want Her, She Wants Me" (Argent) – 2:51
9. "This Will Be Our Year" (White) – 2:08
10. "Butcher's Tale (Western Front 1914)" (White) – 2:47
11. "Friends of Mine" (White) – 2:17
12. "Time of the Season" (Argent) – 3:33